# Prößdorfer See
Der Prößdorfer See ist ein Tagebaurestloch des Tagebaus Phönix-Hemmendorf und ein heutiger Badesee in Prößdorf, einem Ortsteil der Stadt Lucka im Altenburger Land in Thüringen.

## Geografie
Der Badesee liegt im Meuselwitz-Altenburger Braunkohlerevier und ist Teil des Naturschutzgebiets Phönix-Nord. Der See befindet sich im Norden zu einem Bruchteil auf dem Stadtgebiet von Groitzsch im Landkreis Leipzig und somit im Freistaat Sachsen. Nordöstlich nahe dem See gelegen ist der Ortsteil Hemmendorf. Östlich vom Prößdorfer See befindet sich der Luckaer Ortsteil Breitenhain. Der namensgebende Ort Prößdorf liegt unmittelbar westlich am Ufer des Sees. Unweit des Prößdorfer Sees finden sich zahlreiche weitere Tagebaurestseen, so zum Beispiel im Norden der Groitzscher See, im Süden der Rusendorfer See und im Westen die Restlöcher Falkenhain und Staschwitz.

## Geschichte
Der See entstand aus dem Restloch des Tagebaus Phönix-Hemmendorf, welcher von 1939 bis 1948 Braunkohle förderte. Der See ist heutzutage ein beliebtes Ausflugsziel in der Region. Am westlichen Ufer nahe dem Badestrand befinden sich Toiletten, ein Kiosk sowie ein Kinderspielplatz. Die restlichen Uferseiten sind von Wald umgeben. Der See ist gerade wegen seiner guten Wasserqualität beliebt.